# Zenith (relojes)
Zenith SA es un fabricante de relojes suizo. La empresa fue fundada en 1865 por Georges Favre-Jacot en Le Locle, en el cantón de Neuchâtel, y es uno de los fabricantes de relojes más antiguos que sigue en activo. Favre-Jacot inventó el concepto de movimientos propios, afirmando que solo mediante el control de todo el proceso de fabricación se podía lograr la más alta calidad. Zenith fue adquirida por LVMH en noviembre de 1999, convirtiéndose en una de las marcas de su división de relojes y joyería, que también incluye las firmas TAG Heuer y Hublot.

## Historia

Anuncio de Zenith (1928)

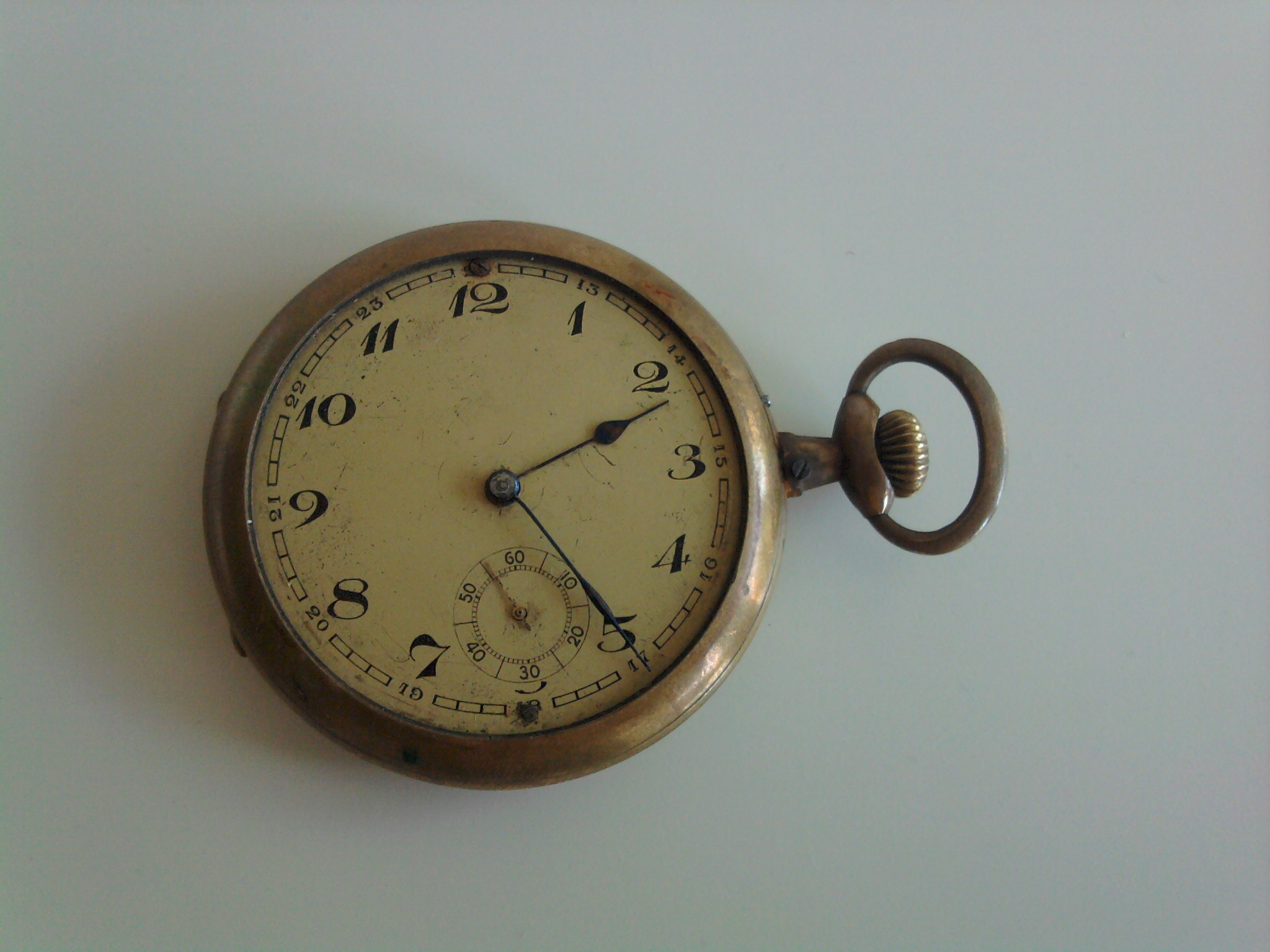
Reloj de bolsillo Zenith c. 1900–1910 (Mecanismo original, pero sin la caja original)

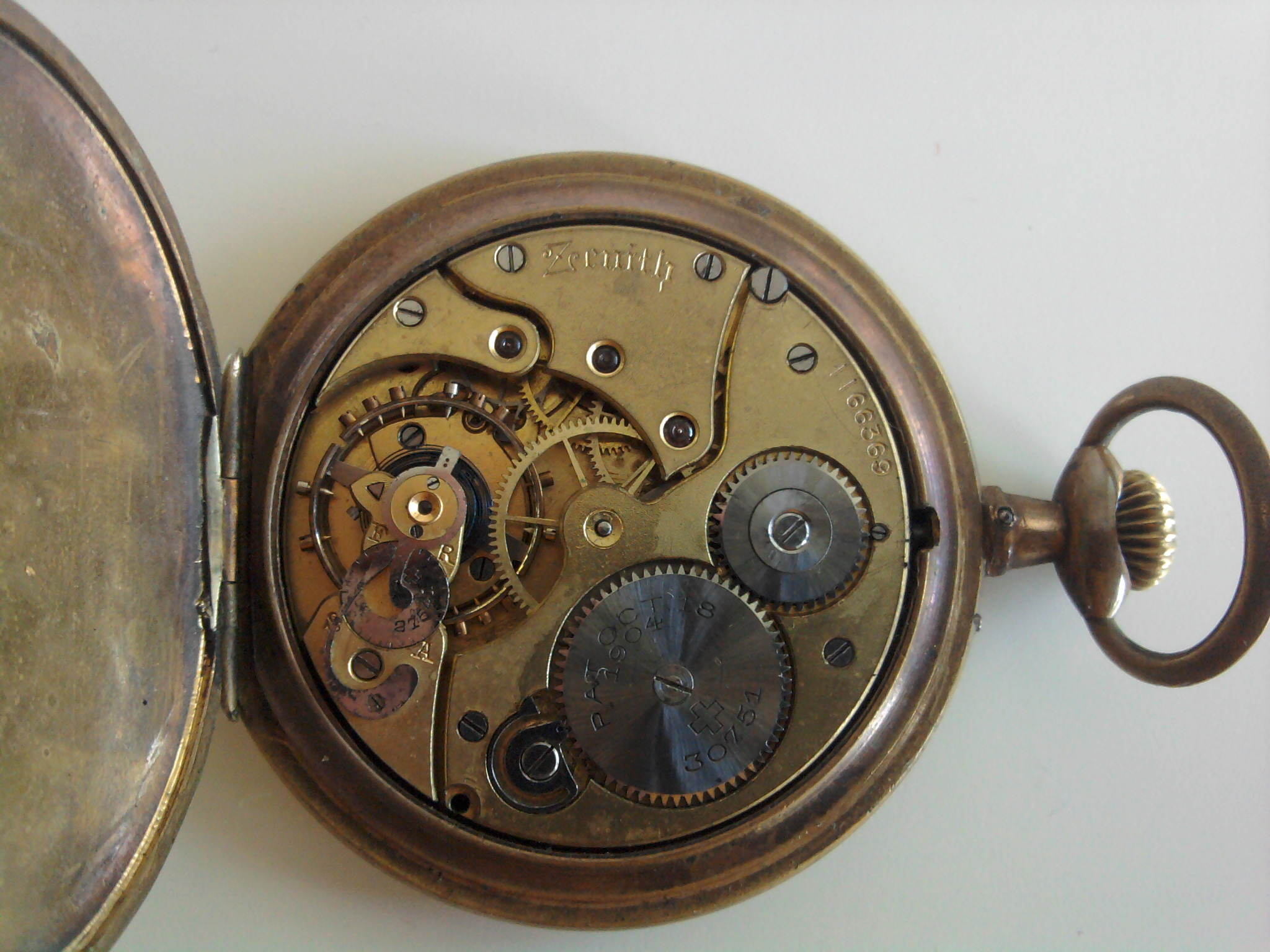
Interior del reloj de bolsillo Zenith c. 1900-1910 (mecanismo original, pero sin la caja original)

En 1865, a la edad de 22 años, Georges Favre-Jacot comenzó a fabricar relojes bajo su nombre en un pequeño taller en Le Locle, Suiza. Después de presenciar el éxito de las empresas de relojes estadounidenses Waltham y Elgin, que utilizaban la producción en masa de relojes asequibles y fiables, invirtió muchos recursos en su propia empresa para crear un proceso de fabricación de relojes integrado verticalmente, convirtiéndose en la primera manufactura integral de Suiza. En la Exposición Universal de París de 1900, George Favre-Jacot & Co. recibió el Gran Premio por su movimiento "Zenith", llamado así por el propósito de representar el punto más alto de la cronometría de precisión. En 1911, la empresa cambió su nombre en honor al movimiento premiado.
Para apoyar aún más la integración vertical de la fabricación de relojes, Zenith compró el fabricante de movimientos Martel en 1959. A través de esta adquisición, y bajo la dirección de Zenith, la empresa comenzó a trabajar en un movimiento de cronógrafo automático, y en 1969 fue la primera firma en anunciar su logro con el movimiento denominado El Primero.
Debido a las continuas disputas por el nombre con la Zenith Radio Company, la empresa no pudo lograr una cuota de mercado considerable en los Estados Unidos. En 1968, Zenith se fusionó con la compañía Movado (posteriormente Mondia, como Movado-Zenith-Mondia) para vender en los Estados Unidos bajo la ya establecida marca Movado. Con la creciente popularidad de los relojes de cuarzo, la Zenith Radio Company decidió entrar en el mercado en 1972 mediante la adquisición de Zenith, uniendo las dos empresas del mismo nombre. Fue durante esta época cuando se detuvo la fabricación de movimientos mecánicos y la producción pasó a ser de movimientos de cuarzo, una medida destinada a salvar la empresa, pero que finalmente llevó a que se pusiera a la venta en 1978.
La empresa Dixi, que ya había comprado muchos fabricantes de relojes suizos en dificultades, adquirió Movado-Zenith-Mondia a la Zenith Radio Company en 1978 bajo el liderazgo de Paul Castella. Mientras que otras marcas fueron cerrando lentamente al verse obligadas a abandonar la producción de relojes mecánicos debido a la competencia de los relojes de cuarzo, Zenith continuó produciendo relojes de pulsera mientras luchaba por sobrevivir. Cuando los movimientos automáticos empezaron a volver a tener demanda, Ebel (y más tarde Rolex) escogieron el movimiento El Primero para sus propios cronógrafos, lo que insufló nueva vida a la marca en crisis. En 1999, cuando los consorcios de relojes (liderados por el Grupo Swatch) empezaron a adquirir marcas, LVMH compró Zenith por 48,4 millones de dólares en 1999. Desde entonces, la marca ha sido parte del conglomerado de artículos de lujo francesa.

### George Favre-Jacot
George Favre-Bulle nació en 1843. A los nueve años dejó de asistir a la escuela para realizar un aprendizaje en relojería y a los 13 años ya había establecido su propio negocio. Se casó con Louise-Philippine Jacot-Descombes a los 20 años y desde entonces se lo conoció como George Favre-Jacot. Favre-Jacot murió en 1917 a la edad de 74 años.
Favre-Jacot encargó la construcción de su casa en Le Locle al arquitecto Le Corbusier. También mantuvo una estrecha relación con otro destacado arquitecto, Alphonse Laverrière, fuente de la influencia sobre el movimiento Werkbund en suiza. Los dos hombres colaboraron con una visión artística compartida sobre la naturaleza de la producción, hasta el punto de que ellos mismos reformaron en cierta medida la situación artística dentro de la Suiza francófona de la época.

## Cronometría
Zenith ganó su primer premio en la Exposición Universal de París de 1900, y para conmemorarlo, lanzó el reloj de bolsillo Grand Prix Paris 1900 con una representación del premio en la caja. En la década de 1920 desarrolló la serie de cronómetros Calibre 26x, basados en un reloj para automóviles con reserva de marcha para 8 días, que se utilizaron en competiciones marítimas. En la década de 1940, Zenith continuó sus esfuerzos para desarrollar movimientos de precisión y ganó cinco premios consecutivos (1950-1954) del Observatorio de Neuchatel con su Calibre 135.
Hoy en día, si bien muy pocos relojes Zenith cuentan con la certificación COSC (necesaria para mostrar la palabra "Chronometer" en la esfera), los relojes de pulsera cumplen o superan estos rigurosos estándares de cronometraje.

## Colecciones
La gama de relojes Zenith incluye (año 2024) las siguientes colecciones:
- Defy ("el futuro de la tradición")
- Chronomaster ("un icono para llevar en la muñeca")
- Elite ("elegancia atemporal de Zenith")
- Pilot ("rumbo a horizontes lejanos")

Entre las colecciones anteriores figuran las siguientes:
- Academy
- Captain
- Class
- Clipper
- Cosmopolitan
- De Luca (1988-1996) - Cronógrafo automático
- Epervier
- Espada
- Port Royal
- Rainbow (1992-1999) - Cronógrafo automático. Bautizado con el nombre de un velero de la clase J de William Starling Burgess Design que ganó la Copa del América en 1934.
- Respirator
- Silhouette
- Sporto
- Star
- Stellina
- Surf

## Movimientos

### El Primero

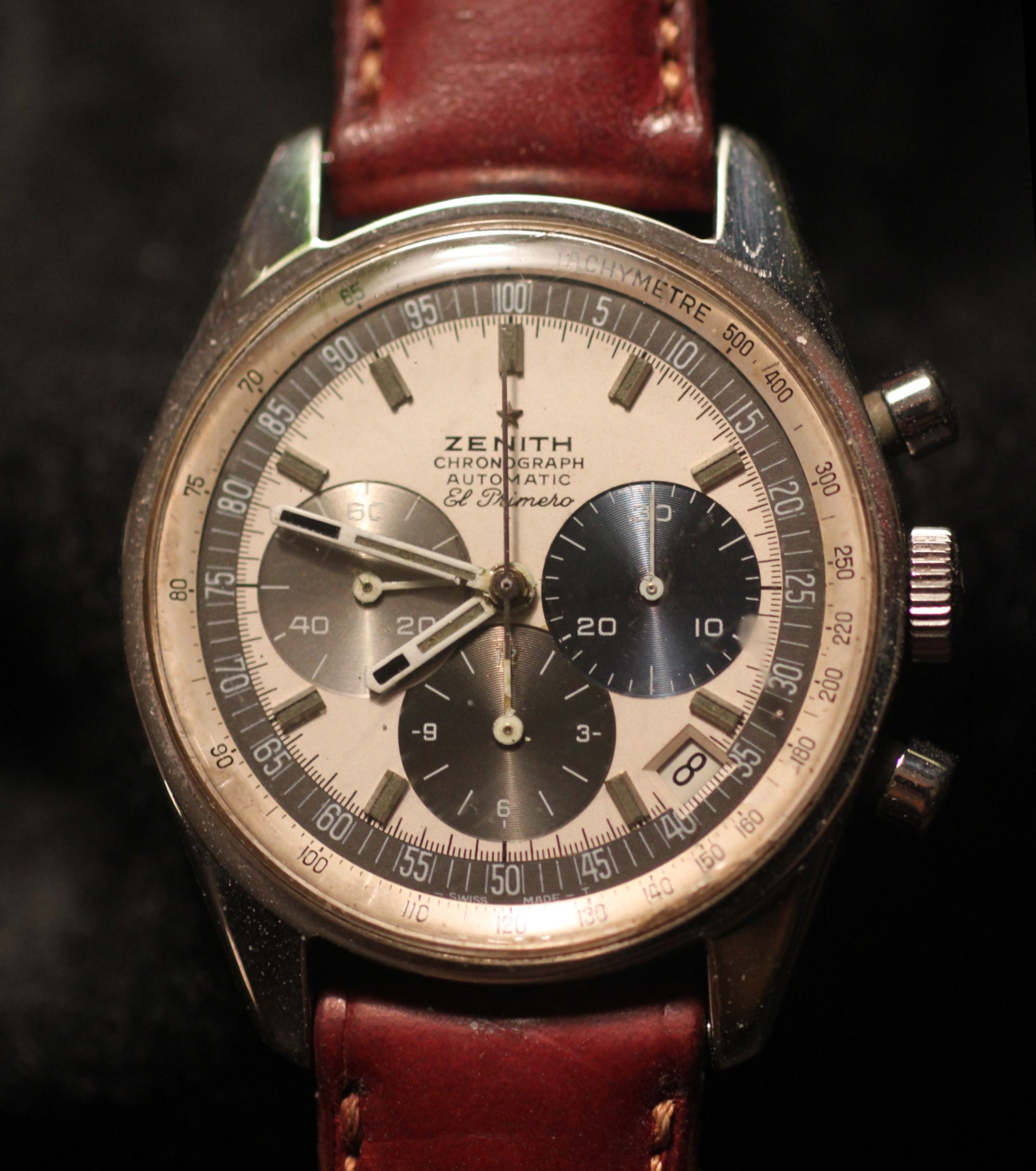
Cronógrafo El Primero (versión inicial de 1970)

El Primero es un calibre que cuando se presentó el 10 de enero de 1969, fue el primer movimiento de cronógrafo automático de alta frecuencia, y, sin duda, el que permitió a la compañía competir con las otras grandes marcas. Uno de los relojeros originales que trabajó en el movimiento, Charles Vermot, se encargó de salvar el mecanismo cuando los propietarios del La marca decidió abandonar la idea de un cronógrafo mecánico y centrarse en los relojes de cuarzo en 1975. Mientras todo el utillaje y los componentes utilizados para fabricar el calibre se desechaban o se vendían, Vermot reunió todos los planos y herramientas técnicas necesarias y las escondió en un ático de la fábrica de Zenith con el fin de preservar El Primero para las generaciones futuras.
Una década después, cuando la compañía decidió en 1986 recuperar la producción de relojes mecánicos, las mismas herramientas, planos y componentes originales conservados por Charles Vermot contribuyeron decisivamente a reiniciar la producción de El Primero.
Fue uno de los primeros movimientos de cronógrafo automáticos y tiene una frecuencia de 36.000 vibraciones por hora (5 Hz). El movimiento El Primero de Zenith fue utilizado por Rolex desde 1988 hasta 2000 para el cronógrafo Rolex Daytona. La alta frecuencia del movimiento El Primero permite una resolución de 1⁄10 de segundo y un potencial para una mayor precisión con respecto a la frecuencia estándar más común de 28.800 vibraciones por hora (4 Hz). El Primero fue homenajeado con el lanzamiento en 2012 del modelo El Primero Stratos Flyback Striking 10th, limitado a 1969 piezas (en honor a la fecha de lanzamiento original de 1969), que albergaba el mismo movimiento de 36 000 vph y una subesfera capaz de medir décimas de segundo, que realiza una rotación completa cada diez segundos.

### Elite
En 1991, Zenith comenzó a desarrollar un movimiento propio modular, delgado, adaptable y multipropósito que pudiera alojarse en una amplia variedad de relojes en sus diversas colecciones. Liderados por el director técnico Jean-Pierre Gerber, y con la ayuda de la primera utilización del diseño asistido por computadora por parte del fabricante, desarrollaron un movimiento ultrafino que oscilaba entre los 2,83 mm y los 6,20 mm de grosor, dependiendo de la inclusión de complicaciones. Con un funcionamiento a 28.800 vibraciones por hora (4 Hz), y con un volante anual Glucydur, un resorte de volante autocompensante y un sistema de cuerda automática con un rotor de carburo de tungsteno de gran diámetro montado sobre cojinetes de bolas, el movimiento fue diseñado para un cronometraje de precisión que requería un mantenimiento mínimo. Cuando se presentó en el certamen Baselworld en 1994, recibió el título de "Mejor movimiento del año".
Durante el mandato de Jean-Frederic Dufour como director ejecutivo, la empresa decidió reemplazar el movimiento Elite en sus relojes de pulsera de nivel básico por un movimiento Sellita más económico, y seguir desarrollando una versión de doble barrilete del Elite para los modelos de gama alta. Tras la marcha de Dufour a Rolex en 2014, el nuevo director ejecutivo Aldo Magada revirtió esta decisión y la empresa continuó fabricando el Elite.

### Directores ejecutivos
- Julien Tornare (LVMH) - abril de 2017 a enero de 2024
- Jean-Claude Biver (LVMH) - enero de 2017 a abril de 2017
- Aldo Magada (LVMH) - julio de 2014 a enero de 2017
- Jean-Frédéric Dufour (LVMH) - junio de 2009 a abril de 2014
- Theirry Nataf (LVMH) - octubre de 2001 - abril de 2009
- François Manfredini (LVMH) - noviembre de 1999 - octubre de 2001
- Paul Castella (Dixi) - 1978-1999
- Benoit de Clerck - nombrado para el cargo en enero de 2024.[18] Antes de unirse a Zenith, pasó 25 años en la empresa Richemont donde ocupaba el puesto de director comercial de Panerai.

## Galería de fotos
|  |  |  |  |  |